# Крушение поезда в штате Бихар
Крушение поезда в штате Бихар — катастрофа, произошедшая 6 июня 1981 года в штате Бихар (Индия) между городами Манси и Сахарса.

## Катастрофа
На мосту через реку Багмати 7 вагонов поезда, перевозившего не менее 800 человек (по некоторым данным — от 1000 до 3000), были опрокинуты ураганным ветром в воду.
В течение пяти дней было обнаружено больше 200 тел погибших, несколько сотен человек пропали без вести. Отсутствие точных данных о погибших позволяет делать различные предположения о масштабе трагедии. Высказываются мнения о том, что погибли от 500 до 800 человек, что даёт повод говорить о данном инциденте, как о крупнейшей железнодорожной катастрофе XX века. Также высказываются различные догадки о причинах трагедии, среди которых:
- Ураганный ветер
- Наводнение, смывшее поезд в реку
- Попытка избежать столкновения с коровой, вышедшей на железнодорожные пути, которая привела к опрокидыванию состава.[3]